# Hockey sur gazon dans le monde
Le hockey sur gazon se pratique en compétition dans 122 pays sous l'égide de la Fédération internationale de hockey sur gazon.

## Europe
| Pays           | Fédération nationale | Équipe nationale                                                                                     | Championnat national            |
| Allemagne      | Fédération           | Équipe d'Allemagne de hockey sur gazon Équipe d'Allemagne féminine de hockey sur gazon               | Championnat Championnat féminin |
| Angleterre     | Fédération           | Équipe d'Angleterre de hockey sur gazon Équipe d'Angleterre féminine de hockey sur gazon             | Championnat Championnat féminin |
| Arménie        | Fédération           | Équipe d'Arménie de hockey sur gazon Équipe d'Arménie féminine de hockey sur gazon                   | Championnat Championnat féminin |
| Autriche       | Fédération           | Équipe d'Autriche de hockey sur gazon Équipe d'Autriche féminine de hockey sur gazon                 | Championnat Championnat féminin |
| Azerbaïdjan    | Fédération           | Équipe d'Azerbaïdjan de hockey sur gazon Équipe d'Azerbaïdjan féminine de hockey sur gazon           | Championnat Championnat féminin |
| Belgique       | Fédération           | Équipe de Belgique de hockey sur gazon Équipe de Belgique féminine de hockey sur gazon               | Championnat Championnat féminin |
| Biélorussie    | Fédération           | Équipe de Biélorussie de hockey sur gazon Équipe de Biélorussie féminine de hockey sur gazon         | Championnat Championnat féminin |
| Bulgarie       | Fédération           | Équipe de Bulgarie de hockey sur gazon Équipe de Bulgarie féminine de hockey sur gazon               | Championnat Championnat féminin |
| Croatie        | Fédération           | Équipe de Croatie de hockey sur gazon Équipe de Croatie féminine de hockey sur gazon                 | Championnat Championnat féminin |
| Chypre         | Fédération           | Équipe de Chypre de hockey sur gazon Équipe de Chypre féminine de hockey sur gazon                   | Championnat Championnat féminin |
| Danemark       | Fédération           | Équipe du Danemark de hockey sur gazon Équipe du Danemark féminine de hockey sur gazon               | Championnat Championnat féminin |
| Écosse         | Fédération           | Équipe d'Écosse de hockey sur gazon Équipe d'Écosse féminine de hockey sur gazon                     | Championnat Championnat féminin |
| Espagne        | Fédération           | Équipe d'Espagne de hockey sur gazon Équipe d'Espagne féminine de hockey sur gazon                   | Championnat Championnat féminin |
| Estonie        | Fédération           | Équipe d'Estonie de hockey sur gazon Équipe d'Estonie féminine de hockey sur gazon                   | Championnat Championnat féminin |
| Finlande       | Fédération           | Équipe de Finlande de hockey sur gazon Équipe de Finlande féminine de hockey sur gazon               | Championnat Championnat féminin |
| France         | Fédération           | Équipe de France de hockey sur gazon Équipe de France féminine de hockey sur gazon                   | Championnat Championnat féminin |
| Géorgie        | Fédération           | Équipe de Géorgie de hockey sur gazon Équipe de Géorgie féminine de hockey sur gazon                 | Championnat Championnat féminin |
| Gibraltar      | Fédération           | Équipe de Gibraltar de hockey sur gazon Équipe de Gibraltar féminine de hockey sur gazon             | Championnat Championnat féminin |
| Royaume-Uni    | Fédération           | Équipe de Grande-Bretagne de hockey sur gazon Équipe de Grande-Bretagne féminine de hockey sur gazon |                                 |
| Grèce          | Fédération           | Équipe de Grèce de hockey sur gazon Équipe de Grèce féminine de hockey sur gazon                     | Championnat Championnat féminin |
| Hongrie        | Fédération           | Équipe de Hongrie de hockey sur gazon Équipe de Hongrie féminine de hockey sur gazon                 | Championnat Championnat féminin |
| Irlande        | Fédération           | Équipe d'Irlande de hockey sur gazon Équipe d'Irlande féminine de hockey sur gazon                   | Championnat Championnat féminin |
| Israël         | Fédération           | Équipe d'Israël de hockey sur gazon Équipe d'Israël féminine de hockey sur gazon                     | Championnat Championnat féminin |
| Italie         | Fédération           | Équipe d'Italie de hockey sur gazon Équipe d'Italie féminine de hockey sur gazon                     | Championnat Championnat féminin |
| Lettonie       | Fédération           | Équipe de Lettonie de hockey sur gazon Équipe de Lettonie féminine de hockey sur gazon               | Championnat Championnat féminin |
| Lituanie       | Fédération           | Équipe de Lituanie de hockey sur gazon Équipe de Lituanie féminine de hockey sur gazon               | Championnat Championnat féminin |
| Luxembourg     | Fédération           | Équipe du Luxembourg de hockey sur gazon Équipe du Luxembourg féminine de hockey sur gazon           | Championnat Championnat féminin |
| Malte          | Fédération           | Équipe de Malte de hockey sur gazon Équipe de Malte féminine de hockey sur gazon                     | Championnat Championnat féminin |
| Moldavie       | Fédération           | Équipe de Moldavie de hockey sur gazon Équipe de Moldavie féminine de hockey sur gazon               | Championnat Championnat féminin |
| Norvège        | Fédération           | Équipe de Norvège de hockey sur gazon Équipe de Norvège féminine de hockey sur gazon                 | Championnat Championnat féminin |
| Pays-Bas       | Fédération           | Équipe des Pays-Bas de hockey sur gazon Équipe des Pays-Bas féminine de hockey sur gazon             | Championnat Championnat féminin |
| Pays de Galles | Fédération           | Équipe du pays de Galles de hockey sur gazon Équipe du Pays de Galles féminine de hockey sur gazon   | Championnat Championnat féminin |
| Pologne        | Fédération           | Équipe de Pologne de hockey sur gazon Équipe de Pologne féminine de hockey sur gazon                 | Championnat Championnat féminin |
| Portugal       | Fédération           | Équipe du Portugal de hockey sur gazon Équipe du Portugal féminine de hockey sur gazon               | Championnat Championnat féminin |
| Roumanie       | Fédération           | Équipe de Roumanie de hockey sur gazon Équipe de Roumanie féminine de hockey sur gazon               | Championnat Championnat féminin |
| Russie         | Fédération           | Équipe de Russie de hockey sur gazon Équipe de Russie féminine de hockey sur gazon                   | Championnat Championnat féminin |
| Serbie         | Fédération           | Équipe de Serbie de hockey sur gazon Équipe de Serbie féminine de hockey sur gazon                   | Championnat Championnat féminin |
| Slovaquie      | Fédération           | Équipe de Slovaquie de hockey sur gazon Équipe de Slovaquie féminine de hockey sur gazon             | Championnat Championnat féminin |
| Slovénie       | Fédération           | Équipe de Slovénie de hockey sur gazon Équipe de Slovénie féminine de hockey sur gazon               | Championnat Championnat féminin |
| Suède          | Fédération           | Équipe de Suède de hockey sur gazon Équipe de Suède féminine de hockey sur gazon                     | Championnat Championnat féminin |
| Suisse         | Fédération           | Équipe de Suisse de hockey sur gazon Équipe de Suisse féminine de hockey sur gazon                   | Championnat Championnat féminin |
| Tchéquie       | Fédération           | Équipe de Tchéquie de hockey sur gazon Équipe de Tchéquie féminine de hockey sur gazon               | Championnat Championnat féminin |
| Turquie        | Fédération           | Équipe de Turquie de hockey sur gazon Équipe de Turquie féminine de hockey sur gazon                 | Championnat Championnat féminin |
| Ukraine        | Fédération           | Équipe d'Ukraine de hockey sur gazon Équipe d'Ukraine féminine de hockey sur gazon                   | Championnat Championnat féminin |

## Asie
| Pays                | Fédération nationale | Équipe nationale                                                                                               | Championnat national            |
| Afghanistan         | Fédération           | Équipe d'Afghanistan de hockey sur gazon Équipe d'Afghanistan féminine de hockey sur gazon                     | Championnat Championnat féminin |
| Bangladesh          | Fédération           | Équipe du Bangladesh de hockey sur gazon Équipe du Bangladesh féminine de hockey sur gazon                     | Championnat Championnat féminin |
| Birmanie            | Fédération           | Équipe de Birmanie de hockey sur gazon Équipe de Birmanie féminine de hockey sur gazon                         | Championnat Championnat féminin |
| Brunei              | Fédération           | Équipe du Brunei de hockey sur gazon Équipe du Brunei féminine de hockey sur gazon                             | Championnat Championnat féminin |
| Cambodge            | Fédération           | Équipe du Cambodge de hockey sur gazon Équipe du Cambodge féminine de hockey sur gazon                         | Championnat Championnat féminin |
| Chine               | Fédération           | Équipe de Chine de hockey sur gazon Équipe de Chine féminine de hockey sur gazon                               | Championnat Championnat féminin |
| Corée du Nord       | Fédération           | Équipe de Corée du Nord de hockey sur gazon Équipe de Corée du Nord féminine de hockey sur gazon               | Championnat Championnat féminin |
| Corée du Sud        | Fédération           | Équipe de Corée du Sud de hockey sur gazon Équipe de Corée du Sud féminine de hockey sur gazon                 | Championnat Championnat féminin |
| Émirats arabes unis | Fédération           | Équipe des Émirats arabes unis de hockey sur gazon Équipe des Émirats arabes unis féminine de hockey sur gazon | Championnat Championnat féminin |
| Hong Kong           | Fédération           | Équipe de Hong Kong de hockey sur gazon Équipe de Hong Kong féminine de hockey sur gazon                       | Championnat Championnat féminin |
| Inde                | Fédération           | Équipe d'Inde de hockey sur gazon Équipe d'Inde féminine de hockey sur gazon                                   | Championnat Championnat féminin |
| Indonésie           | Fédération           | Équipe d'Indonésie de hockey sur gazon Équipe d'Indonésie féminine de hockey sur gazon                         | Championnat Championnat féminin |
| Iran                | Fédération           | Équipe d'Iran de hockey sur gazon Équipe d'Iran féminine de hockey sur gazon                                   | Championnat Championnat féminin |
| Japon               | Fédération           | Équipe du Japon de hockey sur gazon Équipe du Japon féminine de hockey sur gazon                               | Championnat Championnat féminin |
| Kazakhstan          | Fédération           | Équipe du Kazakhstan de hockey sur gazon Équipe du Kazakhstan féminine de hockey sur gazon                     | Championnat Championnat féminin |
| Macao               | Fédération           | Équipe de Macao de hockey sur gazon Équipe de Macao féminine de hockey sur gazon                               | Championnat Championnat féminin |
| Malaisie            | Fédération           | Équipe de Malaisie de hockey sur gazon Équipe de Malaisie féminine de hockey sur gazon                         | Championnat Championnat féminin |
| Népal               | Fédération           | Équipe du Népal de hockey sur gazon Équipe du Népal féminine de hockey sur gazon                               | Championnat Championnat féminin |
| Oman                | Fédération           | Équipe d'Oman de hockey sur gazon Équipe d'Oman féminine de hockey sur gazon                                   | Championnat Championnat féminin |
| Ouzbékistan         | Fédération           | Équipe d'Ouzbékistan de hockey sur gazon Équipe d'Ouzbékistan féminine de hockey sur gazon                     | Championnat Championnat féminin |
| Pakistan            | Fédération           | Équipe du Pakistan de hockey sur gazon Équipe du Pakistan féminine de hockey sur gazon                         | Championnat Championnat féminin |
| Philippines         | Fédération           | Équipe des Philippines de hockey sur gazon Équipe des Philippines féminine de hockey sur gazon                 | Championnat Championnat féminin |
| Singapour           | Fédération           | Équipe de Singapour de hockey sur gazon Équipe de Singapour féminine de hockey sur gazon                       | Championnat Championnat féminin |
| Sri Lanka           | Fédération           | Équipe du Sri Lanka de hockey sur gazon Équipe du Sri Lanka féminine de hockey sur gazon                       | Championnat Championnat féminin |
| Tadjikistan         | Fédération           | Équipe du Tadjikistan de hockey sur gazon Équipe du Tadjikistan féminine de hockey sur gazon                   | Championnat Championnat féminin |
| Taipei chinois      | Fédération           | Équipe de Taïwan de hockey sur gazon Équipe de Taïwan féminine de hockey sur gazon                             | Championnat Championnat féminin |
| Thaïlande           | Fédération           | Équipe de Thaïlande de hockey sur gazon Équipe de Thaïlande féminine de hockey sur gazon                       | Championnat Championnat féminin |
| Turkménistan        | Fédération           | Équipe du Turkménistan de hockey sur gazon Équipe du Turkménistan féminine de hockey sur gazon                 | Championnat Championnat féminin |

## Amérique
http://www.panamhockey.org/
| Pays                   | Fédération nationale | Équipe nationale | Championnat national            |
| Antilles néerlandaises | Fédération           | Équipe des Antilles néerlandaises de hockey sur gazon Équipe des Antilles néerlandaises féminine de hockey sur gazon | Championnat Championnat féminin |
| Argentine              | Fédération           | Équipe d'Argentine de hockey sur gazon Équipe d'Argentine féminine de hockey sur gazon                               | Championnat Championnat féminin |
| Bahamas                | Fédération           | Équipe de Bahamas de hockey sur gazon Équipe de Bahamas féminine de hockey sur gazon                                 | Championnat Championnat féminin |
| Barbade                | Fédération           | Équipe de Barbade de hockey sur gazon Équipe de Barbade féminine de hockey sur gazon                                 | Championnat Championnat féminin |
| Bermudes               | Fédération           | Équipe des Bermudes de hockey sur gazon Équipe des Bermudes féminine de hockey sur gazon                             | Championnat Championnat féminin |
| Brésil                 | Fédération           | Équipe du Brésil de hockey sur gazon Équipe du Brésil féminine de hockey sur gazon                                   | Championnat Championnat féminin |
| Canada                 | Fédération           | Équipe du Canada de hockey sur gazon Équipe du Canada féminine de hockey sur gazon                                   | Championnat Championnat féminin |
| Chili                  | Fédération           | Équipe du Chili de hockey sur gazon Équipe du Chili féminine de hockey sur gazon                                     | Championnat Championnat féminin |
| Costa Rica             | Fédération           | Équipe du Costa Rica de hockey sur gazon Équipe du Costa Rica féminine de hockey sur gazon                           | Championnat Championnat féminin |
| Cuba                   | Fédération           | Équipe de Cuba de hockey sur gazon Équipe de Cuba féminine de hockey sur gazon                                       | Championnat Championnat féminin |
| Équateur               | Fédération           | Équipe d'Équateur de hockey sur gazon Équipe d'Équateur féminine de hockey sur gazon                                 | Championnat Championnat féminin |
| États-Unis             | Fédération           | Équipe des États-Unis de hockey sur gazon Équipe des États-Unis féminine de hockey sur gazon                         | Championnat Championnat féminin |
| Guatemala              | Fédération           | Équipe du Guatemala de hockey sur gazon Équipe du Guatemala féminine de hockey sur gazon                             | Championnat Championnat féminin |
| Guyana                 | Fédération           | Équipe du Guyana de hockey sur gazon Équipe du Guyana féminine de hockey sur gazon                                   | Championnat Championnat féminin |
| Îles Caïmans           | Fédération           | Équipe des Îles Caïmans de hockey sur gazon Équipe des Îles Caïmans féminine de hockey sur gazon                     | Championnat Championnat féminin |
| Jamaïque               | Fédération           | Équipe de Jamaïque de hockey sur gazon Équipe de Jamaïque féminine de hockey sur gazon                               | Championnat Championnat féminin |
| Mexique                | Fédération           | Équipe du Mexique de hockey sur gazon Équipe du Mexique féminine de hockey sur gazon                                 | Championnat Championnat féminin |
| Panama                 | Fédération           | Équipe du Panama de hockey sur gazon Équipe du Panama féminine de hockey sur gazon                                   | Championnat Championnat féminin |
| Paraguay               | Fédération           | Équipe du Paraguay de hockey sur gazon Équipe du Paraguay féminine de hockey sur gazon                               | Championnat Championnat féminin |
| Pérou                  | Fédération           | Équipe du Pérou de hockey sur gazon Équipe du Pérou féminine de hockey sur gazon                                     | Championnat Championnat féminin |
| Porto Rico             | Fédération           | Équipe de Porto Rico de hockey sur gazon Équipe de Porto Rico féminine de hockey sur gazon                           | Championnat Championnat féminin |
| République dominicaine | Fédération           | Équipe de République dominicaine de hockey sur gazon Équipe de République dominicaine féminine de hockey sur gazon   | Championnat Championnat féminin |
| Salvador               | Fédération           | Équipe de Salvador de hockey sur gazon Équipe de Salvador féminine de hockey sur gazon                               | Championnat Championnat féminin |
| Trinité-et-Tobago      | Fédération           | Équipe de Trinité-et-Tobago de hockey sur gazon Équipe de Trinité-et-Tobago féminine de hockey sur gazon             | Championnat Championnat féminin |
| Uruguay                | Fédération           | Équipe d'Uruguay de hockey sur gazon Équipe d'Uruguay féminine de hockey sur gazon                                   | Championnat Championnat féminin |
| Venezuela              | Fédération           | Équipe du Venezuela de hockey sur gazon Équipe du Venezuela féminine de hockey sur gazon                             | Championnat Championnat féminin |

## Océanie
| Pays                      | Fédération nationale | Équipe nationale | Championnat national            |
| Australie                 | Fédération           | Équipe d'Australie de hockey sur gazon Équipe d'Australie féminine de hockey sur gazon                                   | Championnat Championnat féminin |
| Fidji                     | Fédération           | Équipe des Fidji de hockey sur gazon Équipe des Fidji féminine de hockey sur gazon                                       | Championnat Championnat féminin |
| Îles Salomon              | Fédération           | Équipe des Îles Salomon de hockey sur gazon Équipe des Îles Salomon féminine de hockey sur gazon                         | Championnat Championnat féminin |
| Nouvelle-Zélande          | Fédération           | Équipe de Nouvelle-Zélande de hockey sur gazon Équipe de Nouvelle-Zélande féminine de hockey sur gazon                   | Championnat Championnat féminin |
| Papouasie-Nouvelle-Guinée | Fédération           | Équipe de Papouasie-Nouvelle-Guinée de hockey sur gazon Équipe de Papouasie-Nouvelle-Guinée féminine de hockey sur gazon | Championnat Championnat féminin |
| Samoa américaines         | Fédération           | Équipe des Samoa américaines de hockey sur gazon Équipe des Samoa américaines féminine de hockey sur gazon               | Championnat Championnat féminin |
| Tonga                     | Fédération           | Équipe des Tonga de hockey sur gazon Équipe des Tonga féminine de hockey sur gazon                                       | Championnat Championnat féminin |

## Afrique
| Pays           | Fédération nationale | Équipe nationale                                                                                 | Championnat national            |
| Afrique du Sud | Fédération           | Équipe d'Afrique du Sud de hockey sur gazon Équipe d'Afrique du Sud féminine de hockey sur gazon | Championnat Championnat féminin |
| Botswana       | Fédération           | Équipe du Botswana de hockey sur gazon Équipe du Botswana féminine de hockey sur gazon           | Championnat Championnat féminin |
| Égypte         | Fédération           | Équipe d'Égypte de hockey sur gazon Équipe d'Égypte féminine de hockey sur gazon                 | Championnat Championnat féminin |
| Ghana          | Fédération           | Équipe du Ghana de hockey sur gazon Équipe du Ghana féminine de hockey sur gazon                 | Championnat Championnat féminin |
| Kenya          | Fédération           | Équipe du Kenya de hockey sur gazon Équipe du Kenya féminine de hockey sur gazon                 | Championnat Championnat féminin |
| Libye          | Fédération           | Équipe de Libye de hockey sur gazon Équipe de Libye féminine de hockey sur gazon                 | Championnat Championnat féminin |
| Malawi         | Fédération           | Équipe du Malawi de hockey sur gazon Équipe du Malawi féminine de hockey sur gazon               | Championnat Championnat féminin |
| Maroc          | Fédération           | Équipe du Maroc de hockey sur gazon Équipe du Maroc féminine de hockey sur gazon                 | Championnat Championnat féminin |
| Namibie        | Fédération           | Équipe de Namibie de hockey sur gazon Équipe de Namibie féminine de hockey sur gazon             | Championnat Championnat féminin |
| Nigeria        | Fédération           | Équipe du Nigeria de hockey sur gazon Équipe du Nigeria féminine de hockey sur gazon             | Championnat Championnat féminin |
| Ouganda        | Fédération           | Équipe d'Ouganda de hockey sur gazon Équipe d'Ouganda féminine de hockey sur gazon               | Championnat Championnat féminin |
| Seychelles     | Fédération           | Équipe des Seychelles de hockey sur gazon Équipe des Seychelles féminine de hockey sur gazon     | Championnat Championnat féminin |
| Soudan         | Fédération           | Équipe du Soudan de hockey sur gazon Équipe du Soudan féminine de hockey sur gazon               | Championnat Championnat féminin |
| Tanzanie       | Fédération           | Équipe de Tanzanie de hockey sur gazon Équipe de Tanzanie féminine de hockey sur gazon           | Championnat Championnat féminin |
| Zambie         | Fédération           | Équipe de Zambie de hockey sur gazon Équipe de Zambie féminine de hockey sur gazon               | Championnat Championnat féminin |
| Zimbabwe       | Fédération           | Équipe du Zimbabwe de hockey sur gazon Équipe du Zimbabwe féminine de hockey sur gazon           | Championnat Championnat féminin |